# Tour du Carmausin Ségala
Le Tour du Carmausin Ségala est une course cycliste française qui se déroule au mois de mai dans le département de la Côte-d'Or. Créée en 2021, cette épreuve figure au programme de la Coupe de France juniors. Elle fait également partie du calendrier de l'UCI depuis 2025,. 
Pour les deux premières éditions, le Tour se produit sur plusieurs étapes. La course devient ensuite une épreuve d'un jour en 2023. Elle se tient actuellement sur un parcours vallonné entre Mirandol-Bourgnounac et Carmaux, avec environ 1 700 mètres de dénivelé positif,. Son tracé favorise les puncheurs. 

## Palmarès
| Année | Vainqueur       | Deuxième         | Troisième         |
| ----- | --------------- | ---------------- | ----------------- |
| 2021  | Darren Rafferty | Amaury Garnier   | Lenaïc Langella   |
| 2022  | Baptiste Gillet | Estevan Delaunay | Jean-Loup Fayolle |
| 2023  | Adam Rafferty   | Rémi Daumas      | Vincent Bodet     |
| 2024  | Camille Charret | Lucas Van Gils   | Johan Blanc       |
| 2025  | Johan Blanc     | Timéo Gantois    | Gaspard Presse    |